# Птолемей (син Пірра)
Птолемей (грецька: Πτολεμαῖος)  - цар Епіру, найстарший син Пірра та його першої дружини Антігони, яка, ймовірно, померла при пологах. Він був названий на честь вітчима своєї матері, царя Єгипту Птолемея I Сотера, який у юності був благодійником Пірра.

## Життя
Коли Пірр повернувся з Італії в 274 р. до н.е., Птолемей для батька захопив острів Коркіру  у зухвалому нападі лише з 60 чоловіками. Він також відзначився у військово-морському бою, і під час наступного вторгнення в Македонію він витіснив царя Антігона II Гоната з Салоніки.
У 272 р. до н.е. Птолемей супроводжував батька у військовій кампанії на Пелопоннес, де він командував своєю особистою охороною. Під час відступу зі Спарти на нього напали лакедемонські сили під командуванням Евлакуса і він був вбитий критянином Ороісом Аптером. Його батько помстився за смерть, вбивши Евлакуса, але через кілька днів помер під час нападу на Аргос.
У Птолемея була старша сестра, яку звали Олімпія, та два молодші брати, Олександр та Гелена.